# Доминик Строс-Кан
Доминик Строс-Кан (на френски: Dominique Strauss-Kahn, р. 25 април 1949, често наричан ДСК по неговите инициали) е френски политик, икономист и адвокат, член на Социалистическата партия (принадлежи на нейното дясно крило), смятан за възможен кандидат на социалистите за президент на Франция на изборите през 2012 г. На 28 септември 2007 г. е избран за изпълнителен директор на Международния валутен фонд, а на 14 май 2011 г. е задържан от полицията в Ню Йорк с обвинение за изнасилване на камериерка от Софител Ню Йорк хотел. 
Професор в Парижкия институт за политически изследвания и във Висшето училище за комерсални изследвания. Френски министър на промишлеността (1991 – 1993) в кабинетите на Едит Кресон и Пиер Береговуа и министър на икономиката, финансите и индустрията (1997 – 1999) в кабинета Лионел Жоспен. Той се стреми към номинация от Социалистическата партия за президентската надпревара през 2007, но е победен от Сеголен Роял през 2006.

## Биография
Доминик Строс-Кан е син на Жилбер Строс-Кан, правен и данъчен съветник и член на Великия изток на Франция. Семейството му има руски еврейски корени. Малкият Доминик израства в заможното парижко предградие Ньой сюр Сен, на което кмет е бил и Никола Саркози. Голяма част от детството си прекарва в Мароко и Монако. Изучава икономика и политика в Парижкия институт за политически изследвания, откъдето получава научна степен по публично право и икономика. В 1977 г. става професор по икономика и преподава в Университет Нанси II (1977 – 1980), в Университет Париж Х - Нантер (1981 – 1991).
Политическата си кариера започва като сподвижник на Лионел Жоспен, а след избирането на Франсоа Митеран за президент през 1981 г. се включва активно в дейността на Социалистическата партия. Организира секцията „социализъм и юдаизъм“ в партията, като и оглавява партийната планова комисия. През 1986 г. за първи път е избран за депутат в Националното събрание на Франция, където става известен със своите горещи спорове с тогавашния министър на финансите Пиер Береговуа.
Строс-Кан оглавява през 1993 г. създадената от Клод Алегром и поддържана от бившия премиер Мишел Рокар експертна група на партията. През 1994 г. директорът на Рено Раймон Леви го кани в промишлената група на френското индустриално лоби в Брюксел, на което Строс-Кан е генерален секретар, а после и вицепрезидент. Преди това през 1993 г. Строс Кан основава юридическата фирма „DSK Consultants“ занимаваща се с бизнес-право. В 1995 г. се жени за трети път за Ан Синклер, известна телевизионна водеща и журналистка (от общо четири брака).
Строс-Кан е горещ привърженик е застъпник на приватизацията във Франция (например Франс Телеком). Застъпва се и за намаление на държавния дълг. Става лидер на реформаторската група в партията „Социализъм и демокрация“. След като не успява да прокара въвеждането на 35-часова работна седмица в страната, предлага за министър на социалната политика Мартин Обри.
През 1999 г. е въвлечен в няколко финансови скандала и подава оставка. После и оправдан по всички обвинения. Възобновява политическата си дейност през 2002 г., след като е преизбран за депутат в Националното събрание от СПФ. В 2006 г. е издигнат за председател на СПФ, но кандидатурата му губеща срещу Сеголен Роял.
През юли 2007 г. президентът на Франция Никола Саркози предлага кандидатурата му за поста изпълнителен директор на МВФ, по традиция длъжност заемана от европейски представител в тази международна институция. На 28 септември 2007 г. е избран на поста.

## Секс скандали
През 2007 Тристан Бано, френска журналистка и писателка обвинява Строс-Кан в опит да я изнасили през 2002, но не предявява обвинения.
През 2008 независим следовател е посочен от МВФ за разследване на подозрения за афера с подчинена.
На 14 май 2011 е арестуван от полицията на Ню Йорк с обвинение за опит за изнасилване на камериерка. След като камериерката се оплаква на персонала на хотела и е извикана полиция Строс-Кан напуска хотела, забравяйки лични вещи, включително телефона си. По-късно е арестуван на летището, където неговият полет е забавен с прокурорско нареждане.
Според Жак Атали с политическата му кариера е свършено с оглед на евентуалната му кандидатура за президент на Франция срещу Никола Саркози, който се ползва с ниско доверие в обществото.  Преди ареста си, Строс-Кан води в социологическите проучвания, в които повече хора декларират, че са склонни да гласуват за него, отколкото за кандидата на крайната десница Мари Льо Пен и действащия президент Никола Саркози.
В началото на февруари 2015 година, във френския град Лил започва делото за сводничество срещу него, в което се предполага, че той е спомагал за снабдяването с проститутки в мрежа в града.

## 2011 арест, обвинения и развитие на случая
След като съдията по делото отказа да пусне финансиста срещу гаранция от 1 милион долара, Управителният директор на МВФ Доминик Строс-Кан е изпратен в легендарния нюйоркския затвор на остров Райкърс. 
Ръководителят на Международния валутен фонд Доминик Строс-Кан ще бъде подложен на медицински изследвания и ДНК-тестове по нареждане на американския съд. 